# Städtisches Krankenhaus Kiel
Das Städtische Krankenhaus Kiel ist ein Akutkrankenhaus in Kiel und Umgebung. Es ist Akademisches Lehrkrankenhaus der Christian-Albrechts-Universität zu Kiel, verfügt über 605 Planbetten und versorgt als Schwerpunktversorger rund 26.000 Patienten jährlich stationär sowie über 46.000 Patienten ambulant. Die Klinik befindet sich in 100%iger Trägerschaft der Landeshauptstadt Kiel und hat die Rechtsform einer GmbH. Seit dem 1. Oktober 2011 gehört das Städtische Krankenhaus Kiel dem 6K-Klinik-Verbund Schleswig-Holstein an.

## Einrichtungen und Kooperationen
Die Klinik kooperiert mit einer Hals-Nasen-Ohren-Klinik und zudem mit einer Gemeinschaftsarztpraxis.
Im angeschlossenen Bildungszentrum werden nach dem Pflegeberufegesetz die generalistische Pflegeausbildung sowie die Ausbildung zum Gesundheits- und Krankenpflegehelfer und ein duales Studium der Hebammenwissenschaften angeboten.
Der Christian-Albrechts-Universität Kiel dient es als Lehrkrankenhaus.
Das Krankenhaus verfügt über eine Babyklappe.
Hundertprozentige Tochter der GmbH ist die Städtische MVZ Kiel GmbH.

## Geschichte
Vorläufer der Klinik war ein von der Kieler Gesellschaft freiwilliger Armenfreunde im Jahr 1864 eröffnetes Armen- und Arbeitshaus, dem eine Krankenabteilung angeschlossen war. 1894 wurde ein Krankenhausneubau errichtet. 1914 wurde ein Ausbau mit Erweiterung auf 1000 Betten geplant, zu dem es wegen des Ersten Weltkriegs nicht kam. Ein neues Bettenhaus wurde 1962 eröffnet; hinzu kam 1970 die Kinderklinik. Mit der Chirurgischen Klinik und der Gynäkologie wurde das Krankenhaus in den 1980er Jahren zu einer Vollklinik. 2002 kam die geriatrische Abteilung hinzu.